# Hawker Siddeley RTC-85SP/D
Hawker Siddeley RTC-85SP / D  sont des rames automotrices diesels fabriquées par Hawker Siddeley Canada pour GO Transit, basées sur les wagons de métro de la série H qu'ils ont construits pour la Toronto Transit Commission.
Leur nom a été dérivé comme suit: Rapid Transit Coach 85' long  Self- P ropelled  Double-end (Fourgon de Transit Rapide, 85 pieds de long, double extrémité automotrice) 
Les unités de 92 places ont été commandées et livrées à GO Transit en 1967 comme rames automotrices à un seul niveau avec des numéros # D700, D701, D702 à D708 (plus tard renumérotés 9825-9826, 9827-9833) avec une commande total de 117 unités . Les unités sont alimentés par un seul moteur diesel Rolls-Royce 350 ch avec une transmission mécanique. Un petit moteur diesel auxiliaire de GM Harper produit de l'électricité de 575 volts .
Après leur retraite par GO Transit, elle serviront l’ Ontario Northland Railway et l’ Agence métropolitaine de transport.
En 2017, l’unité 104 a été restauré par GO Transit pour célébrer son 50e anniversaire. Elle est en vedette au Toronto Railway Museum .
|                                            |
| Exemple au Toronto Railway Museum en 2017. |

|                                |
| En service avec l'AMT en 2005. |